# Ford Territory (Australia)
Ford Territory – samochód osobowy typu crossover klasy wyższej produkowany pod amerykańską marką Ford w latach 2004 – 2016.

## Historia i opis modelu

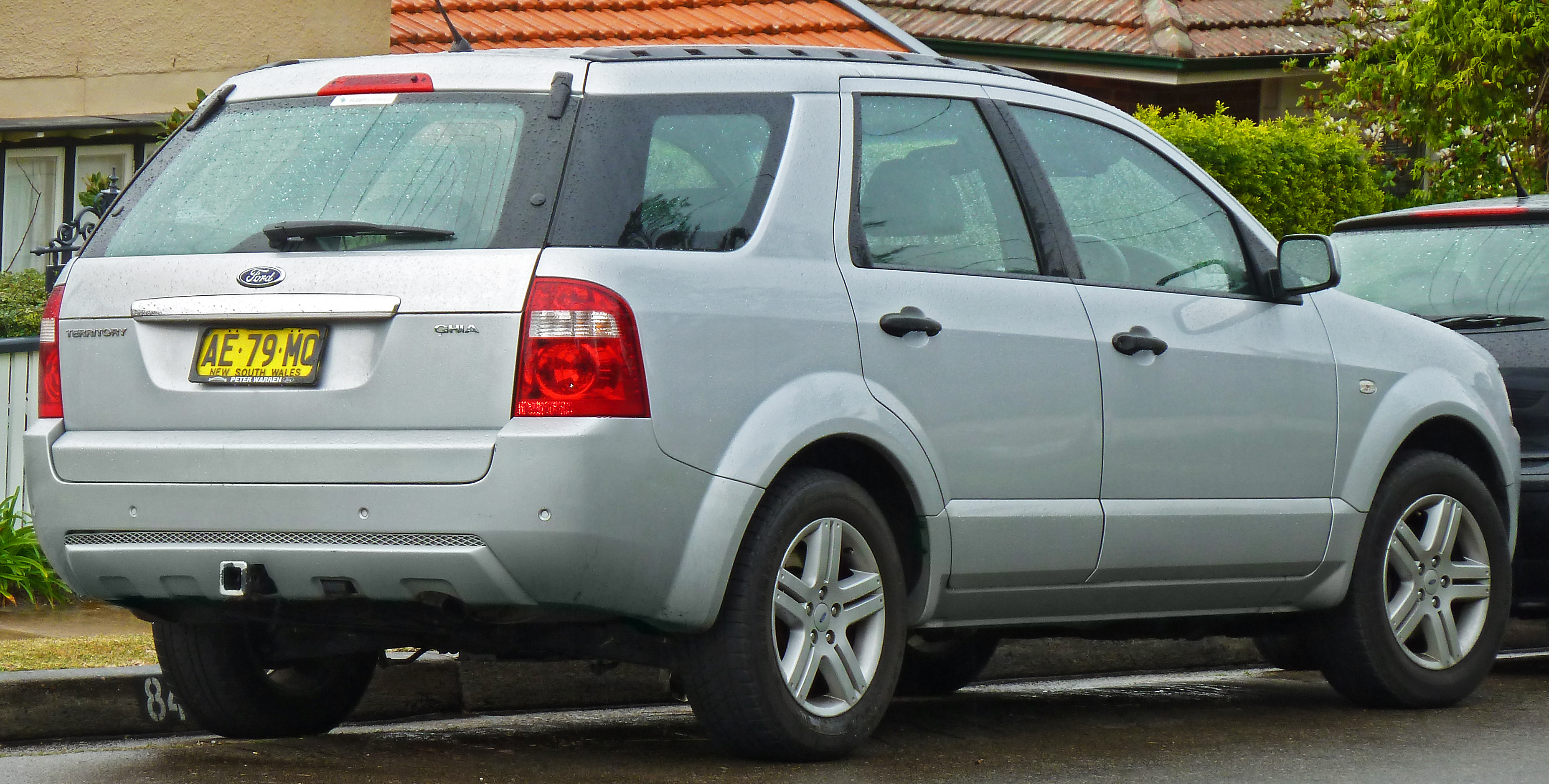
Ford Territory - tył

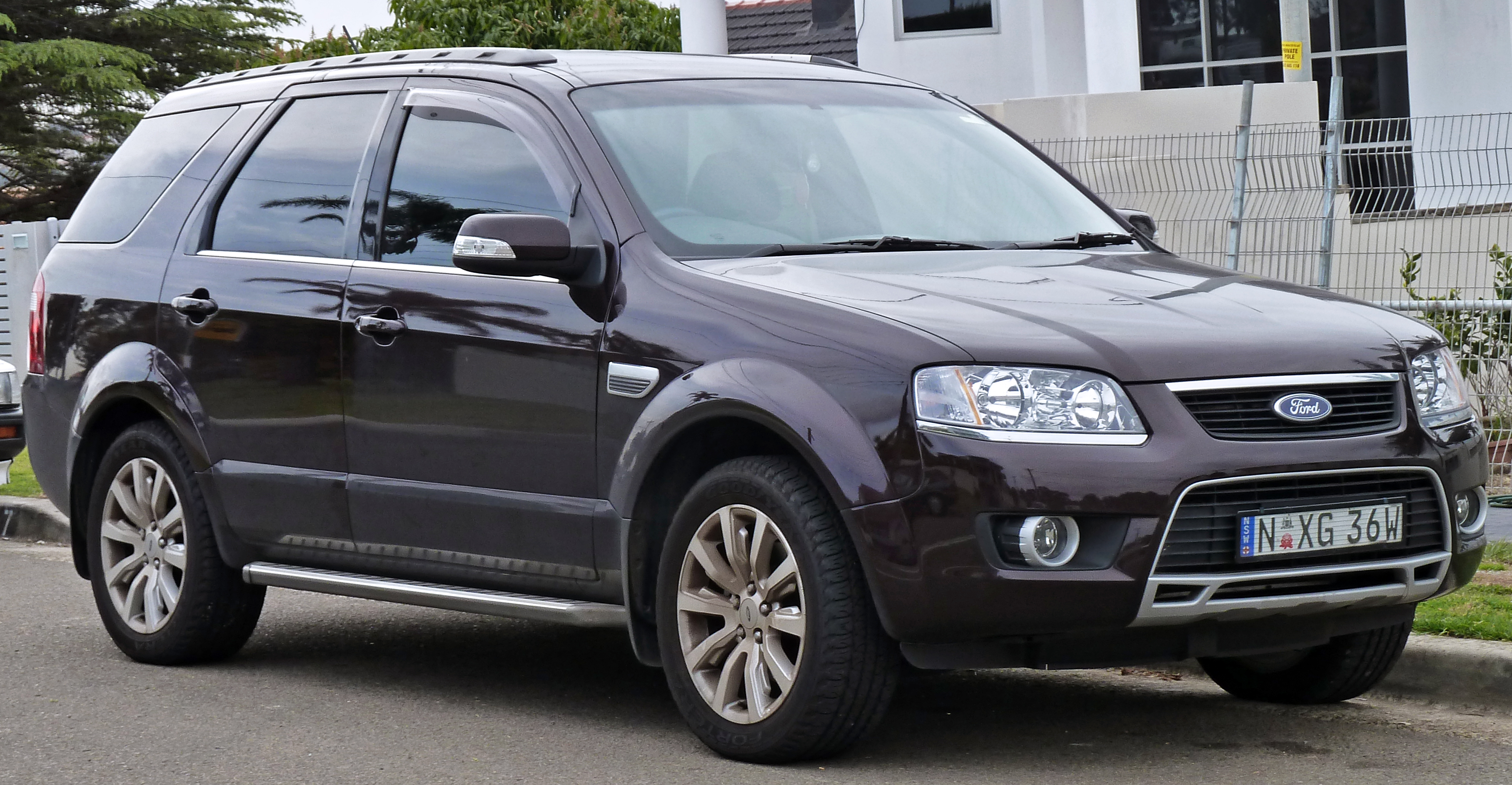
Ford Territory po pierwszym liftingu

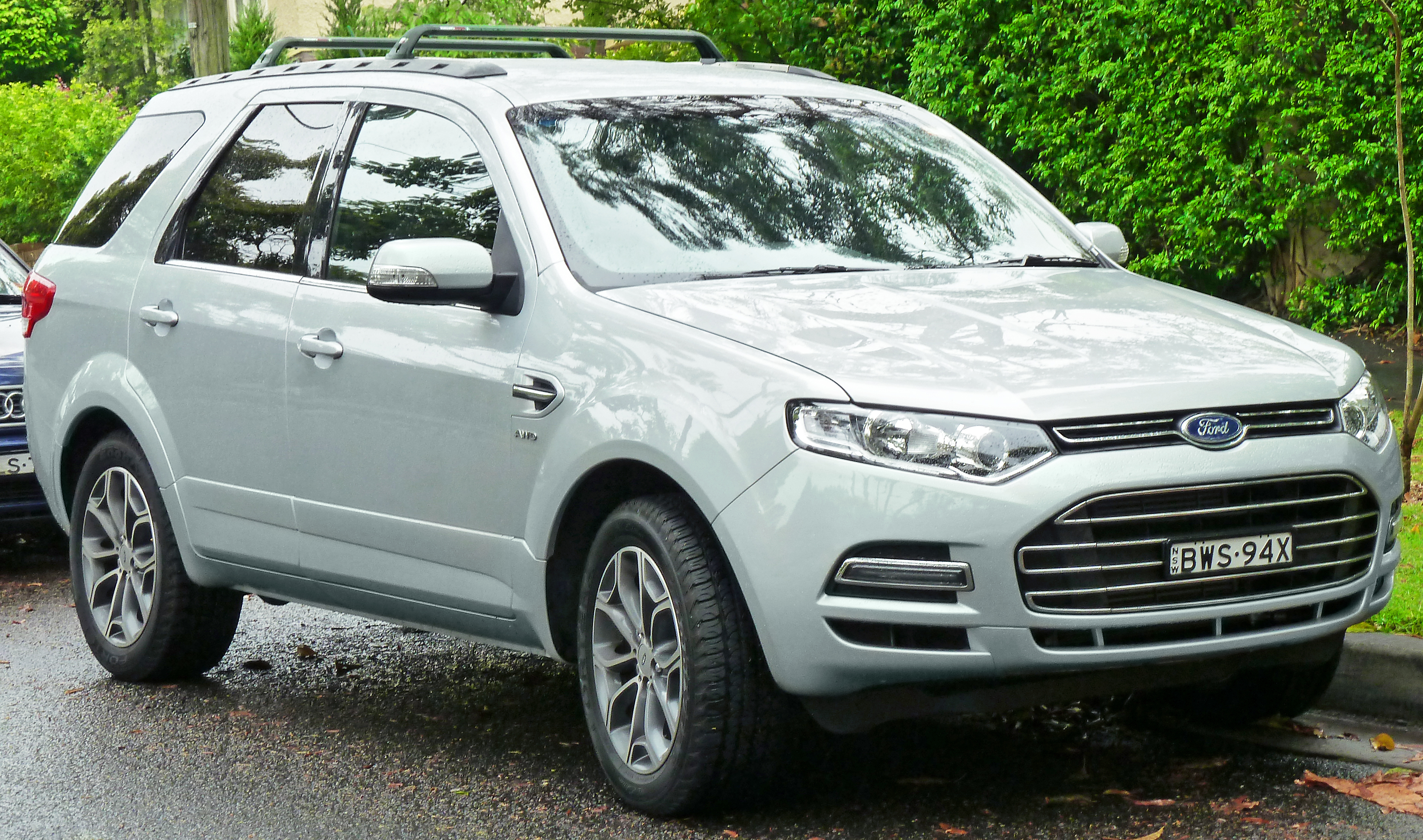
Ford Territory po drugim liftingu

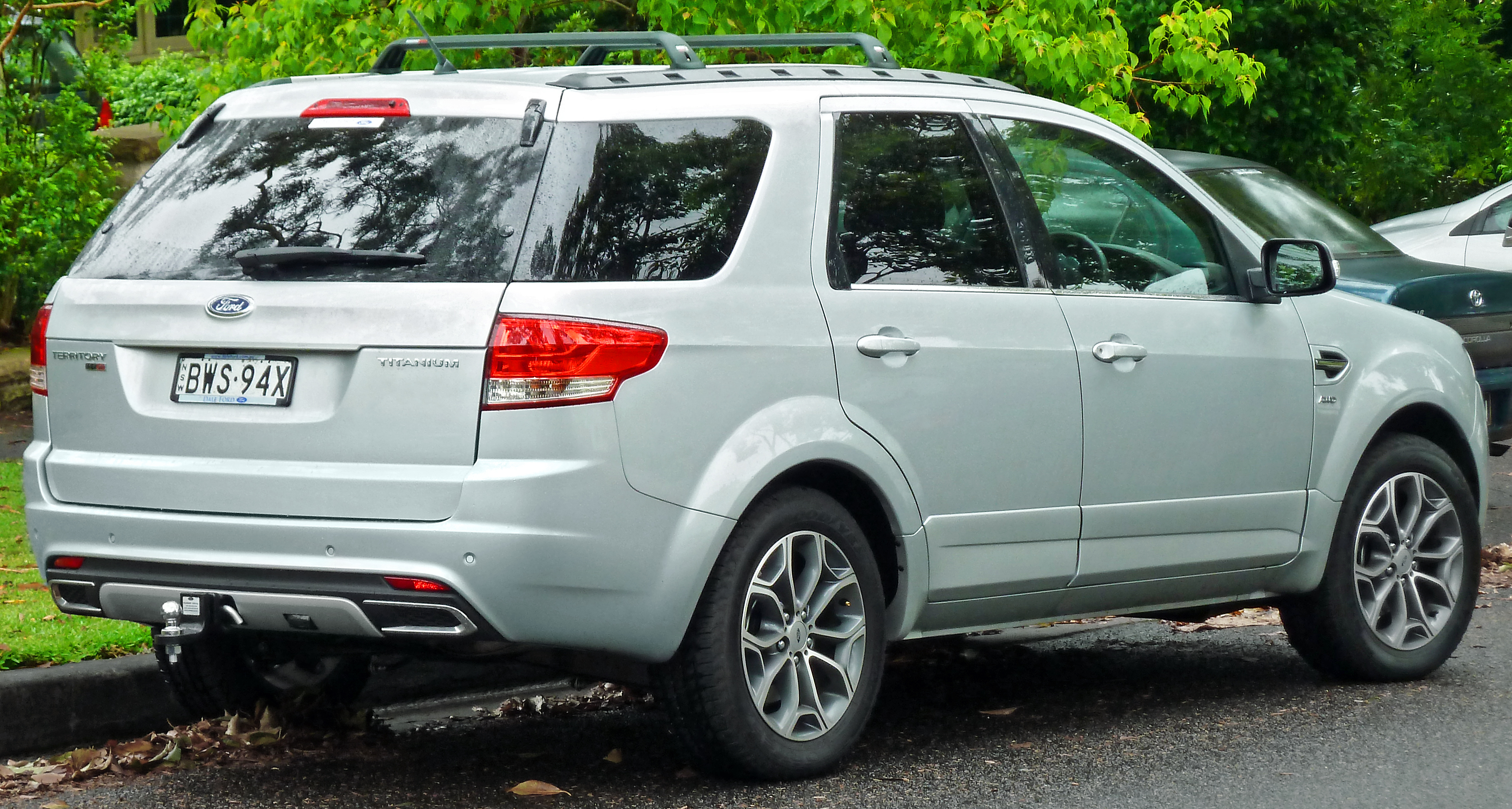
Ford Territory - tył po drugim liftingu

W 2002 roku na Melbourne Auto Show australijski oddział Forda zaprezentował prototyp dużego crossovera o nazwie Ford R7, który był zapowiedzią pierwszego w historii samochodu o podwyższonym prześwicie opracowanym przez biuro w Melbourne.
Seryjny samochód pod nazwą Ford Territory został przedstawiony wiosną 2004 roku, powstając na platformie modelu Falcon i zastępując dotychczasowego sztandarowego SUV-a w ofercie, importowanego z USA Explorera. Territory zapożyczył od niego niektóre elementy nadwozia, a także deski rozdzielczej i wnętrza. Samochód wyróżniał się połączeniem cech zarówno SUV-a, jak i kombi. Produkcja odbywała się w lokalnych zakładach w Melbourne, a poza rynkiem australijskim Ford Territory był sprzedawany także w Nowej Zelandii i krótkotrwale także w Afryce Południowej.

### Restylizacje
W 2009 roku Ford Territory przeszedł pierwszą modernizację, która przyjęła kosmetyczne rozmiary. Zmodyfikowano nieznacznie kształt reflektorów, pojawił się też nowy wygląd przedniego zderzaka i chromowana listwa na klapie bagażnika. Poza tym, drobne zmiany pojawiły się w liście wyposażenia i gamie jednostek napędowych.
Na drugą i znacznie rozleglejszą modernizację Ford zdecydował się w kwietniu 2011 roku po 7 latach produkcji modelu. Samochód zyskał zupełnie nowy wygląd przedniej części nadwozia, gdzie pojawiły się specyficzne wąskie reflektory. Zmieniła się też wielkość wlotu powietrza, który przeniesiono na dolną krawędź przedniego zderzaka. Ponadto, zmienił się tył, gdzie pojawiły się nowe podłużne tylne lampy i zmodyfikowany zderzak.

### Koniec produkcji
Po tym jak w 2013 roku Ford ogłosił zamknięcie australijskiego oddziału marki i zamknięcie wszystkich fabryk w kraju, decyzja została ostatecznie wdrożona w życie jesienią 2016 roku. W ramach likwidacji Ford Australia, zakończono produkcję obu ostatnich modeli opracowanych przez tę dewizę - zarówno modelu Falcon, jak i Territory. Ostatni egzemplarz zjechał z taśmy w Melbourne 7 października 2016 roku.

### Nagrody
- Australia's Best Recreational Four Wheel Drive 2004
- Australian Design Award 2004
- Australia's Best Recreational 4WD 2005

### Wersje wyposażenia
- TX
- TS
- Ghia
- SR
- SR2

### Silniki
- R4 4.0 L DOHC I6 Barra 182 kW (245 KM)
- R4 4.0 L DOHC I6-T Barra 182 kW (255 KM)